# Герман, Иоахим
Иоахим Герман (нем. Joachim Herrmann; 29 октября 1928, Берлин — 30 июля 1992, Берлин) — немецкий журналист, главный редактор газеты Neues Deutschland. Член Политбюро ЦК СЕПГ.

## Биография
В 1939—1945 годах Герман учился в средней школе имени Лангганса в Берлине. В 1938—1945 годах состоял в юнгфольке и в конце Второй мировой войны участвовал в мероприятиях противовоздушной обороны.
До 1949 года работа в газетах Berliner Zeitung и Start. В 1948 году вступил в СЕПГ. В 1949—1952 годах работал на должности заместителя главного редактора, а в 1954—1960 годах — главного редактора газеты Junge Welt. В 1952—1961 входил в Центральный совет Союза свободной немецкой молодёжи.
В 1960—1962 годах занимал должность заместителя начальника отдела в ЦК СЕПГ, в 1962—1965 годах — главного редактора газеты Berliner Zeitung, до 1971 года — статс-секретаря по вопросам Западной Германии, до 1978 — главного редактора центрального печатного органа СЕПГ Neues Deutschland.
В 1967 годах Иоахим Герман был принят кандидатом в члены, а в 1971 году — членом ЦК СЕПГ, в 1973 — кандидатом в члены, а в 1978 году — членом Политбюро ЦК СЕПГ и отвечал за работу со средствами массовой информации, дружественными партиями и партиями антифашистско-демократического блока ГДР. В 1978—1989 годах Герман работал на должности секретаря ЦК СЕПГ и занимался вопросами агитации. 10 ноября 1989 года Иоахим Герман был исключён из состава ЦК СЕПГ.

## Сочинения
- In Wort und Tat gemeinsam für das Wohl des Volkes. Union-Verlag, Berlin 1987 ISBN 3-372-00266-0
- Gemeinsam für Sozialismus und Frieden: ausgewählte Reden und Aufsätze. Dietz-Verlag, Berlin 1988 ISBN 3-320-01074-3
- Aus dem Bericht des Politbüros an die 8. Tagung des ZK der SED: Berichterstatter: Joachim Herrmann. Dietz-Verlag, Berlin 1989 ISBN 3-320-01444-7